# Thomas Legrand
Pour les articles homonymes, voir Legrand.
Thomas Legrand est un journaliste politique français, né le 25 mai 1963 à Paris. Il travaille à  France Inter et à Libération, et collabore régulièrement à Slate.fr, Lui et Paris Match.

## Biographie

### Formation
Il commence sa scolarité à l'école privée catholique Saint-Thomas d'Aquin dans le 7e arrondissement de Paris, où il reçoit des cours de catéchisme du père Jean-Michel Di Falco.

### Parcours radiophonique

#### RMC
En 1988, Thomas Legrand commence sa carrière à RMC, où il est journaliste politique jusqu'en 1993[source insuffisante]. Il a commencé sa carrière en couvrant l'actualité politique du Front national.

#### RTL
Recruté par la rédaction de RTL en 1993, Thomas Legrand devient en 1996 grand reporter au service étranger. Correspondant à New York de 2001 à 2005, il couvre en direct les attentats du 11 septembre 2001. De retour en France, il est chef du service étranger à partir de 2006.
Thomas Legrand est nommé chef du service politique de RTL en 2007. Il remplace durant l'été 2008 Alain Duhamel à la présentation de l'édito politique matinal.

#### France Inter
Du 1er septembre 2008 au 15 juillet 2022, il présente l'éditorial politique de France Inter, dans la matinale de Nicolas Demorand puis de Patrick Cohen, puis à nouveau de Nicolas Demorand, et participe également à l'interview des invités de l'émission. À partir de mars 2018, il présente une seconde chronique, « Les Bobinos », dans laquelle il diffuse et commente des sons d'archives qui font écho à l'actualité.  
Il remplace également Jean-François Achilli à la présentation de l'émission politique dominicale de la station (Dimanche Soir Politique, Radio France Politique, Tous politiques). Il participe en tant que commentateur politique à d'autres émissions de la station telles que Comme on nous parle de Pascale Clark. Il est enfin  à l’initiative d'une méthode de comptage, indépendante des pouvoirs publics et des organisations revendicatrices, utilisée par une vingtaine de médias français pour compter le nombre de personnes présentes à un rassemblement. « La tradition démocratique française passe aussi par l’expression directe de la rue, il faut donc avoir une exigence de vérité sur l’ampleur des manifs ! Il s’agit d’utiliser une méthode qui pourrait, au fil des semaines, déterminer si un conflit s’amplifie ou s’il s’essouffle ».
Toujours sur France Inter, il présente, de septembre 2022 à juin 2025, une émission hebdomadaire, En quête de politique, où, en un ou plusieurs volets, il explique l'histoire et la doctrine de différents courants politiques. Les deux premières saisons, cette émission est enregistrée et d'abord disponible en podcasting avant sa diffusion sur les ondes le samedi à 18 h 10. À la rentrée 2024, l'émission passe du samedi au dimanche à la même heure, ; par ailleurs certains numéros sont diffusés en direct, tandis que d'autres sont comme auparavant enregistrés et disponibles en podcasting avant l'émission. Estimant avoir fait le tour de la question, Thomas Legrand cesse son émission en juin 2025, mais annonce ne pas quitter France Inter.

### Autres collaborations
Thomas Legrand collabore au site internet Slate.fr. De septembre 2010 à juillet 2012, il est également responsable des pages politiques du magazine Les Inrockuptibles, dont il signe l'éditorial. Il en démissionne le 18 juillet 2012, à la suite de l'arrivée d'Audrey Pulvar en tant que directrice éditoriale, alors qu'elle est publiquement la compagne du ministre du Redressement productif en exercice. Il déclare : « Je n'ai rien contre elle. Je ne crains pas la censure, ni ses relectures orientées. Je sais qu'elle me laisserait libre. Je ne mets pas en cause sa capacité de schizophrénie... Forcément, elle aura des infos : si elle les dit, elle trahit son compagnon (le ministre Arnaud Montebourg, ndlr). Si elle ne les dit pas, elle trahit son journal et sa condition de journaliste. Pour moi, c'était impossible de rester. »
Il participe régulièrement au club de la presse du vendredi du Grand Journal sur Canal+.
Il est conseiller de la rédaction pour le Supplément Politique sur Canal+, à partir de septembre 2013, et participe régulièrement à 28 minutes d'Élisabeth Quin sur Arte.
À partir de septembre 2022, il rejoint la rédaction de Libération où il rédige une chronique politique quotidienne.

## Publications
- Emmanuel Faux, Thomas Legrand et Gilles Perez, Plumes de l'Ombre : Les Nègres des hommes politiques, Paris, Éditions Ramsay, 1991, 265 p. (ISBN 978-2-85956-939-6)
- Emmanuel Faux, Thomas Legrand et Gilles Perez, La Main droite de Dieu : Enquête sur François Mitterrand et l'extrême droite, Paris, Éditions du Seuil, coll. « L'Épreuve des faits », 1994, 261 p. (ISBN 978-2-02-021102-4)
- Thomas Legrand, Ce n'est rien qu'un président qui nous fait perdre du temps, Paris, Éditions Stock, 2010, 157 p. (ISBN 978-2-234-06413-3)
- Thomas Legrand, Petit dictionnaire énervé de la politique, Paris, Éditions L'Opportun, coll. « Petit dictionnaire énervé », 2010, 224 p. (ISBN 978-2-36075-007-8)
- Thomas Legrand et Philippe Bercovici, J'aurais voulu faire Président, Paris, Éditions 12bis, 2011, 54 p. (ISBN 978-2-35648-272-3)
- Laure Watrin et Thomas Legrand, La République bobo, Éditions Stock, 5 février 2013, 270 p.  (ISBN 9782234075474)
- Thomas Legrand, Arrêtons d’élire des présidents !, Éditions Stock, 26 novembre 2014, 144 p.  (ISBN 9782234078963)
- Thomas Legrand, Chronique de l'imprévu, Éditions Stock, 5 septembre 2017, 208 p.  (ISBN 9782234083646)
- Thomas Legrand et François Warzala, L'Histoire de la Ve République, Les Arènes, BD, 2018, 170 p.  (ISBN 9782352049241)
- Thomas Legrand (auteur), François Warzala (illustrateur), Les évasions perdues, Stablak, l'université de la collaboration, Rue de Sèvre, BD, 2024, 136 p.  (ISBN 9782810208777)